# Haris Mujezinović
Haris Mujezinović, né le 21 janvier 1974, à Visoko, en République socialiste de Bosnie-Herzégovine, est un joueur bosnien de basket-ball. Il évolue durant sa carrière au poste d'ailier fort.

## Palmarès
- Champion de Lituanie 2005-2006
- Coupe de Slovénie 2002
- Ligue adriatique 2002
- Coupe ULEB 2005
- Ligue baltique 2006